# Budova gruzínského parlamentu (Kutaisi)
Budova gruzínského parlamentu (gruzínsky: საქართველოს პარლამენტის შენობა ქუთაისში) je budova v druhém největším městě Gruzie, Kutaisi. Vystavěna byla v letech 2011–2012 a od roku 2012 do roku 2019 sloužila jako sídlo gruzínského parlamentu. Budova byla navržena španělským architektem Albertem Domingoem Caboem a postavena architektonickou firmou CMD Ingenieros se slavnostním otevřením 26. května 2012.

## Popis

### Exteriér
Exteriér budovy je složen ze 100×150 metrů oválné 40 metrů vysoké skleněno-ocelové kupole s betonovým pásem, který slouží jako střecha na klenbě. Ten se rozprostírá od východní části až na západní, kde na obou koncích slouží jako vstup pro členy i návštěvníky. Sklo na kupoli podepírá 100 příčných oblouků, které se rozprostírají po celé šířce budovy.
Vedle budovy se nachází zmodernizovaný park s velkou zelenou plochou, lavičkami, přístupovou cestou k budově, heliport na západní straně a umělým jezerem.

### Interiér
Uvnitř skleněné kupole se nachází několik křižujících se betonových kvádrů, které jsou propojeny chodbami a lávkami na sedmi podlažích. V nich se nachází kanceláře, zasedací a konferenční místnosti, tiskové a recepční místnosti a vyhrazený prostor pro prezidenta a parlament. Uprostřed se nachází velká bílá půlkruhová parlamentní komora z přírodního dřeva. V otevřeném prostoru uvnitř kopule se nachází mezipatrové zahradní terasy.

## Historie

### Výstavba
Plány výstavby nové parlamentní budovy pro parlament Gruzie započali koncem roku 2009. Budova byla postavena z iniciativy tehdejšího prezidenta Gruzie Michaila Saakašviliho na místě památníků sovětským vojákům z druhé světové války. Ten byl pro potřeby místa pro budovu zdemolován výbušninami v prosinci téhož roku, ale při jeho explozi byli kusem betonu omylem zabiti dva lidé – matka s dcerou.
Výstavba budovy, kterou navrhl španělský architekt Alberto Domingo Cabo, se započala v roce 2011 a skončila v květnu 2012. Parlament se do budovy nastěhoval ještě téhož roku. Tehdejší vláda označila budovu jako „jasnou, demokratickou budoucnost pro Gruzii, která podpoří regionální rozvoj a spojí zemi.“

### Kontroverze
Umístění budovy bylo mnohokrát kritizováno kritiky pro neefektivitu, že parlament bude v Kutaisi, zatímco zbytek vlády zůstane v hlavním městě Tbilisi.
Po vypršení Saakašviliho funkčního prezidentského období se nová vládní koalice Gruzínský sen rozhodla přesunout veškeré parlamentní aktivity zpět do Tbilisi. Novela ústavy přijatá v roce 2017 vstoupila v platnost v prosinci 2018 a parlament se plně vrátil do hlavního města v lednu 2019.

### Pozdější využití
Parlamentní budova v Kutaisi následně po přesunu parlamentu zpět do Tbilisi přešla do vlastnictví ministerstva vnitra Gruzie, které hodlá využít budovu pro složky IZS, policejní centrum a Akademii ministerstva vnitra.